# Зграда „Ново здање”
Зграда „Ново здање” је зграда некадашњег хотела истог назива у Аранђеловцу, подигнута крајем 19. века, 1887. године. У току свог постојања објекат је често мењао функцију, од хотелске зграде до општинског седишта, као и форму, па је евидентно неколико етапа у адаптацији и доградњи.
Зграда некадашњег хотела саграђена је у стилу грађанске архитектуре као еклектична грађевина релативно раскошне фасадне обраде у којој доминирају класични и неоренесансни архитектонски мотиви. Снажно изражена рустика на сокленом односно парапетним делу приземља као и примена камених блокова дају јасно рашчлањење фасаде по хоризонтали, док је вертикалност наглашена богато декорисаним прочељем са доминантним главним улазом. Ризалит чини склоп кровног венца и оквири прозора горње етаже са стилским карактеристикама присутнимна луксузним грађевинама тога доба. 
Објекат је у дворишном делу мање репрензетативан, али и тај део има извесне квалитете што се огледа у конструктивном захвату, лукови на пример, као и велика тераса. Све то није утицало на архитектонске и ликовне квалитете уличне фасаде која је уз мање интервенције на подрумском делу око прозорских портала, остала аутентична. 